# Mejdåsens utsiktstorn

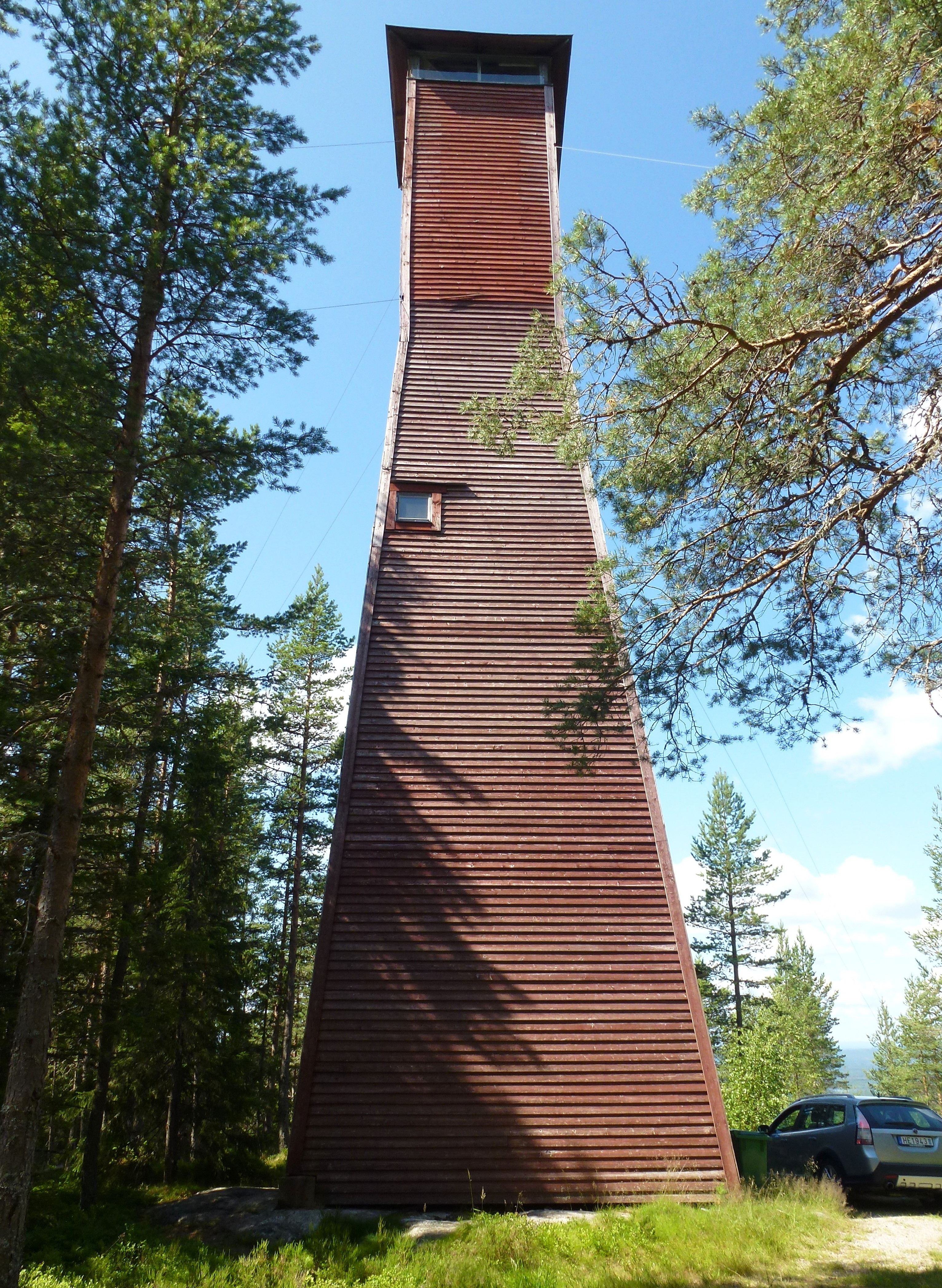
Mejdåsens utsiktstorn 2014.

Mejdåsens utsiktstorn är ett utsiktstorn som står cirka 2,5 kilometer söder om tätorten Björbo i Gagnefs kommun. Tornet är ett av få välbevarade utsiktstorn i Sverige. Från tornets topp har man en milsvid utsikt över landskapet kring Björbo.

## Beskrivning
Tornet uppfördes på privat initiativ i mitten av 1940-talet. Ekonomiskt stöd kom från skogsägare och företag i Björbo. Den 22 meter höga träkonstruktionen står på den cirka 400 meter höga (m ö.h.) Mejdåsen. Byggnadsmaterialet bars upp de sista branta 300 metrarna på den smala stigen från Lövbergsvägen. Tornet är klätt med en träpanel målad i falurött. Upp till utsiktsplattformen leder 101 trappsteg inräknat golvplan uppe och nere. Den ligger över 200 meter över Västerdalälven och Björbo. 
Under åren har tornet genomgått flera renoveringar med hjälp av stora ideella insatser. Efter ett förfall under 1980- och 1990-talen renoverades tornet på initiativ av Björbo IF och senare Björbo Intresseförening. I slutet av maj 2001 kunde Mejdåsens utsiktstorn återinvigas. Under 2004 har även en bilväg fram till tormet iordningställts. I samband med renoveringen installerades innerbelysning och fasadbelysning. Projektet delfinansierades av Europeiska unionen.

## Bilder

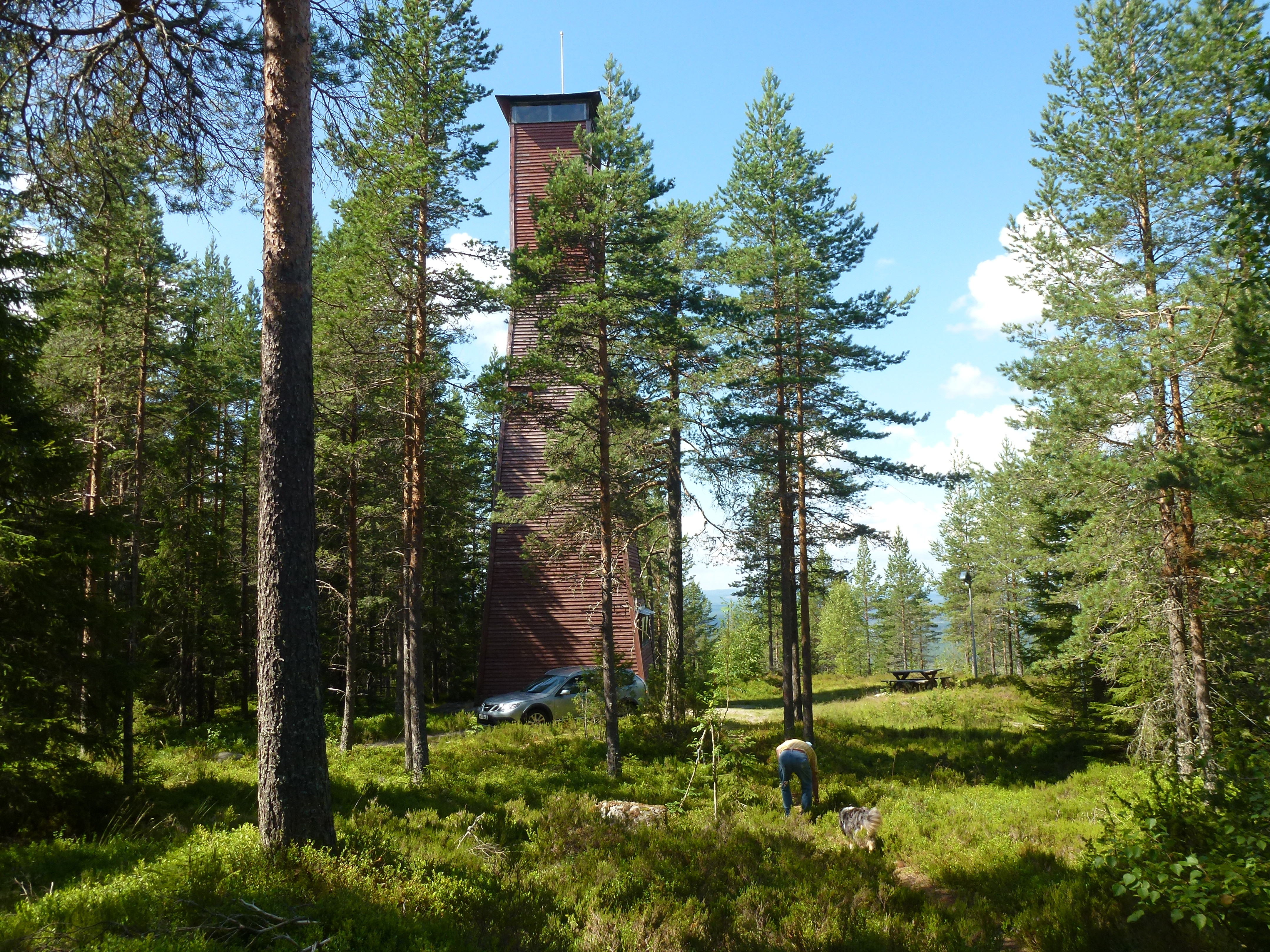
Utsiktstornet på Mejdåsen
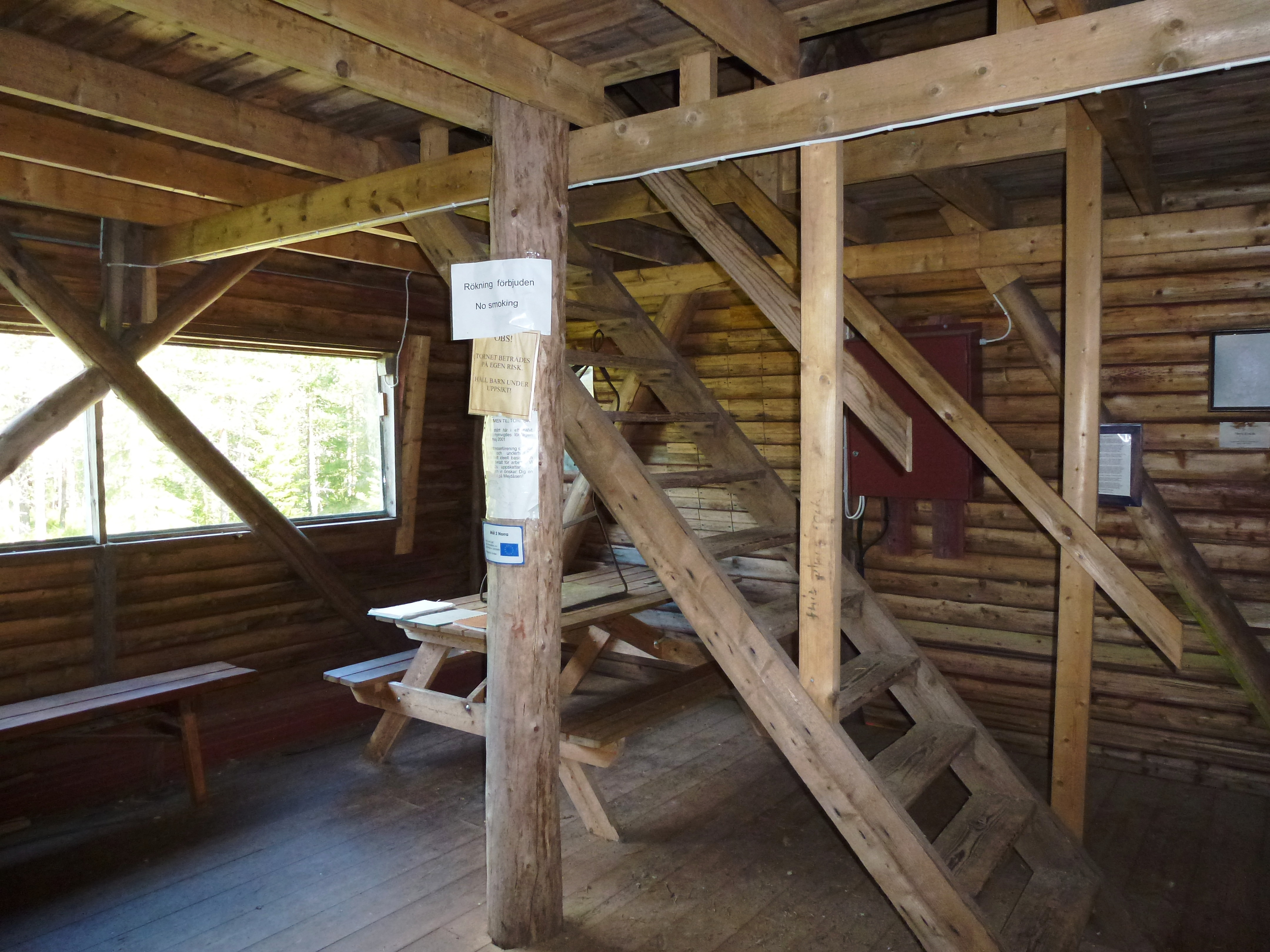
Entrérummet
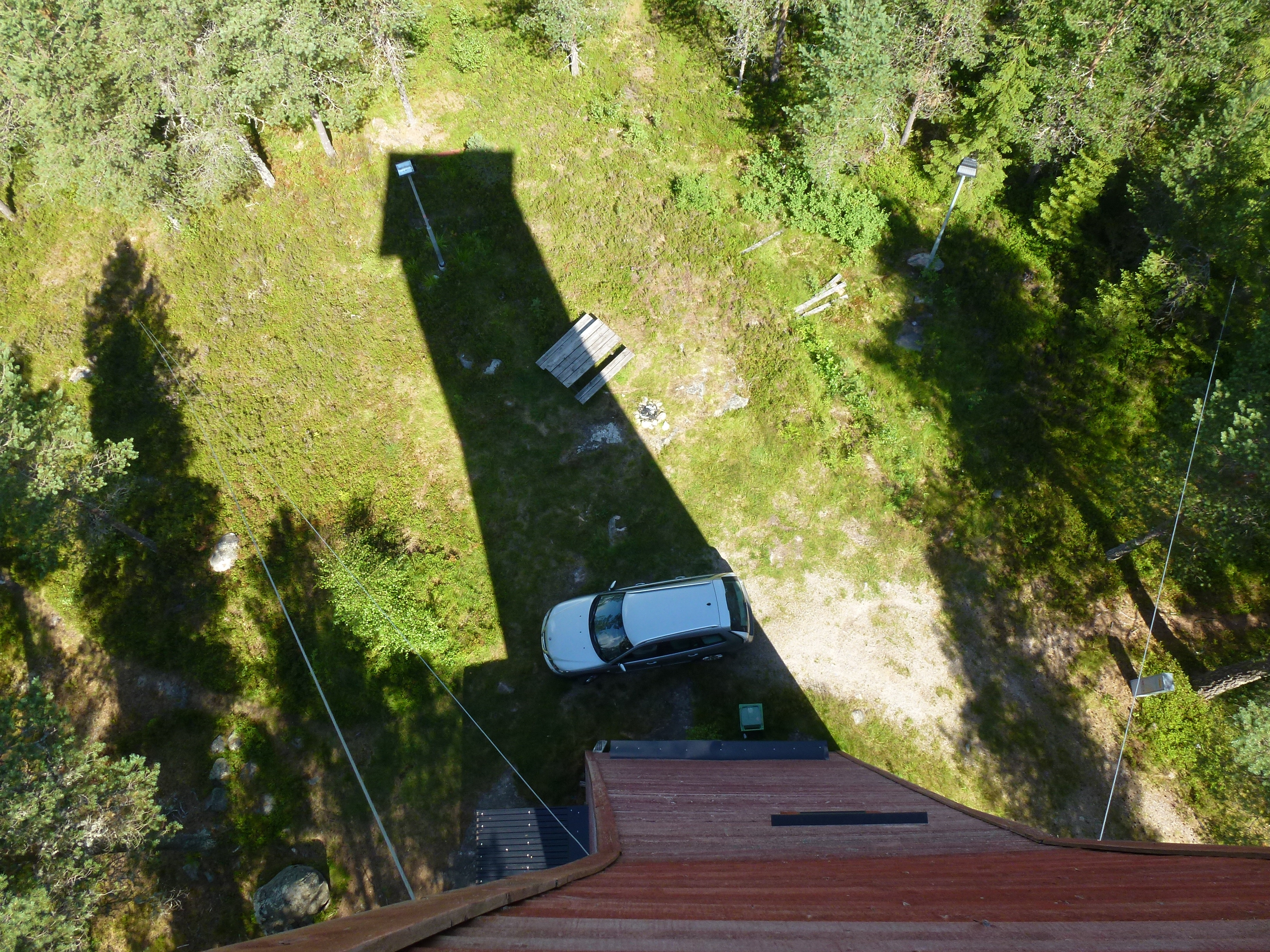
Vy rakt ner
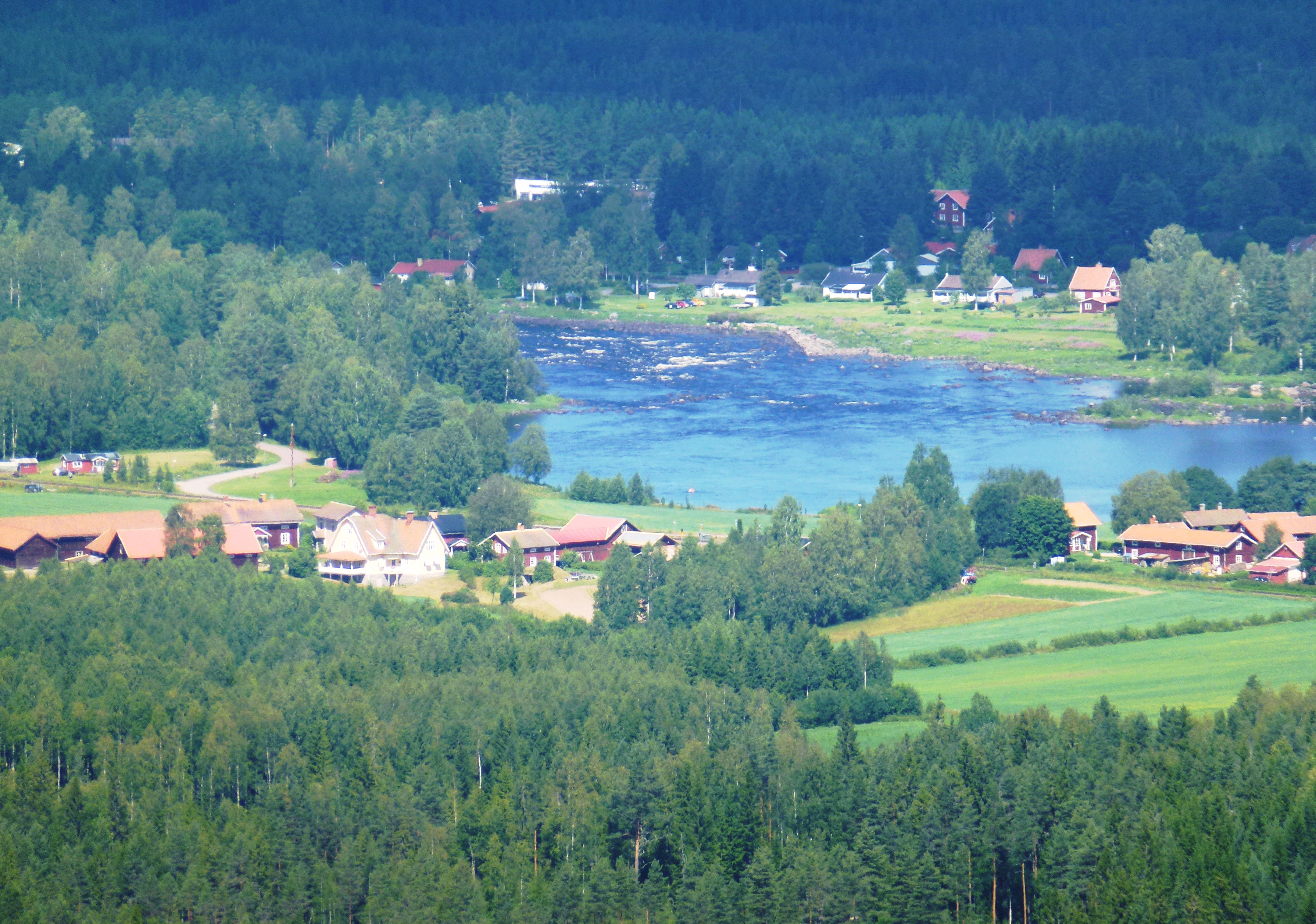
Vy mot Björbo och Fänforsen

## Panorama

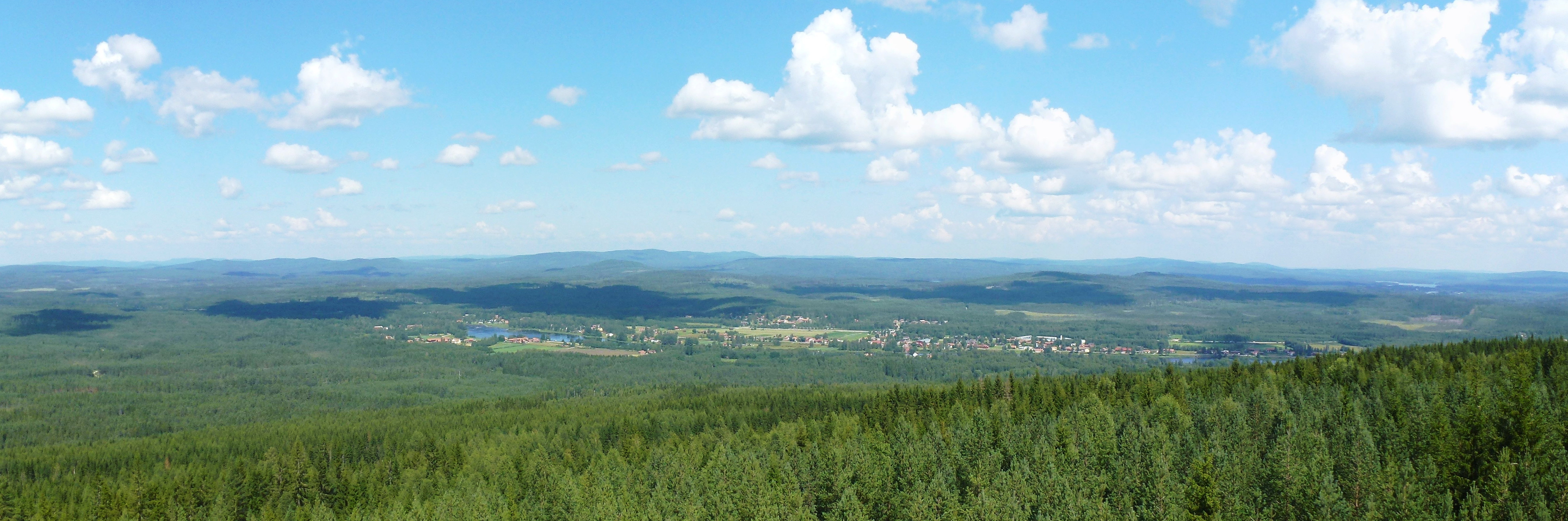
Vy mot Björbo och Västerdalälven